# Рамазанов, Арсен Магомедович
Арсен Магомедович Рамазанов (10 июля 1975, с. Кассагумахи, Акушинский район, Дагестанская АССР, РСФСР, СССР) — российский армрестлер, призёр чемпионата мира. Мастер спорта России международного класса.

## Спортивная карьера
Армрестлингом занимается с 1993 года. В начале ноября 2000 года на чемпионате мира в Финляндии занял второе место на правой руке в весовой категории до 75 кг и 7 место на левой руке до 80. В середине марта 2001 года занял 7 место на чемпионате России в Махачкале.

## Личная жизнь
В 1992 году окончил среднюю школу в селе Акуша. В 1997 году окончил Дагестанский государственный технический университет, механический факультет.